# Шумово (гміна)
Гміна Шумово (пол. Gmina Szumowo) — сільська гміна у східній Польщі. Належить до Замбровського повіту Підляського воєводства.
Станом на 31 грудня 2011 у гміні проживало 5001 особа.

## Територія
Згідно з даними за 2007 рік площа гміни становила 141.15 км², у тому числі:
- орні землі: 70.00%
- ліси: 24.00%

Таким чином, площа гміни становить 19.25% площі повіту.

## Населення
Станом на 31 грудня 2011:
| Опис     | Загалом | Загалом | Чоловіки | Чоловіки | Жінки | Жінки |
| -------- | ------- | ------- | -------- | -------- | ----- | ----- |
| одиниця  | осіб    | %       | осіб     | %        | осіб  | %     |
| все      | 5001    | 100     | 2551     | 51.01    | 2450  | 48.99 |
| міське   | 0       | 100     | 0        |          | 0     |       |
| сільське | 5001    | 100     | 2551     | 51.01    | 2450  | 48.99 |

## Сусідні гміни
Гміна Шумово межує з такими гмінами: Анджеєво, Замбрув, Острув-Мазовецька, Снядово, Старий Люботинь.